# Stoomweverij Driessen
Stoomweverij Driessen is  een voormalige textielonderneming gelegen aan de Hofstraat 14 te Aalten in Nederland. Sinds de stopzetting is het voormalige bedrijfscomplex monumentaal industrieel erfgoed dat bestaat uit een kantoorgebouw in neorenaissancestijl uit 1893, een kantoordeel uit 1933 in de stijl van de Nieuwe Haagse School met een aanbouw uit 1941 en een ketelhuis met schoorsteen. Het complex is tegenwoordig in gebruik als bedrijfsverzamelgebouw.

## Geschiedenis
In 1893 liet Joseph Driessen aan de Hofstraat (in het tijdperk van de textielindustrie in Aalten) een moderne stoomweverij bouwen. De familie verkocht haar bedrijf in 1918 aan investeerders uit Twente, de onderneming ging verder als nv Herman Driessen en Zoon. Het bedrijf lag van medio 1917 tot medio 1919 twee jaar stil wegens gebrek aan grondstoffen. Rond 1925 volgde een uitbreiding met een confectie- en tricot-afdeling. In 1960 nam Wisselink’s Textielfabrieken het bedrijf over om het in 1969 te sluiten. Het complex deed vervolgens jarenlang dienst als bedrijfsverzamelgebouw. In 2012 bevond het complex zich in een deerniswekkende toestand. Gedeelten waren in 1998 ingestort of verwoest door meerdere branden en vandalisme. In 1999 werd tot een plan van aanpak besloten. De oudste en cultuurhistorisch waardevolle gebouwen zouden behouden blijven. De weverij, het ketelhuis met schoorsteen en een hal met een sheddak. Het complex had sinds de jaren '90 leeg gestaan, na de brand van 2002 bleek, dat slechts delen van de opstaande buitenmuren resteerden. In 2008 werden de gekozen delen van het complex aangewezen als rijksmonument, waarna de gemeente het bestemmingsplan wijzigde om ruimte te maken voor investeerders.

## Restauratie en huidige bestemming
Na de restauratie kreeg het hoofdgebouw een herbestemming als kantoorruimte, de loodsen werden ingericht als parkeerruimte. Het complex is deels in gebruik genomen door zorgdienstverleners zoals een huisartsenpraktijk, apotheek, buurtzorg, fysiotherapie, psychische hulpverlening enzovoort. Gezamenlijk gaven zij de naam "Gezondheidsplein De Weef" aan hun deel van het complex. Het overige deel "De zaak" is ingevuld met bedrijven uit de zakelijke dienstverlening. Op de plaats van de hallen is een appartementencomplex gebouwd.

## Afbeeldingen

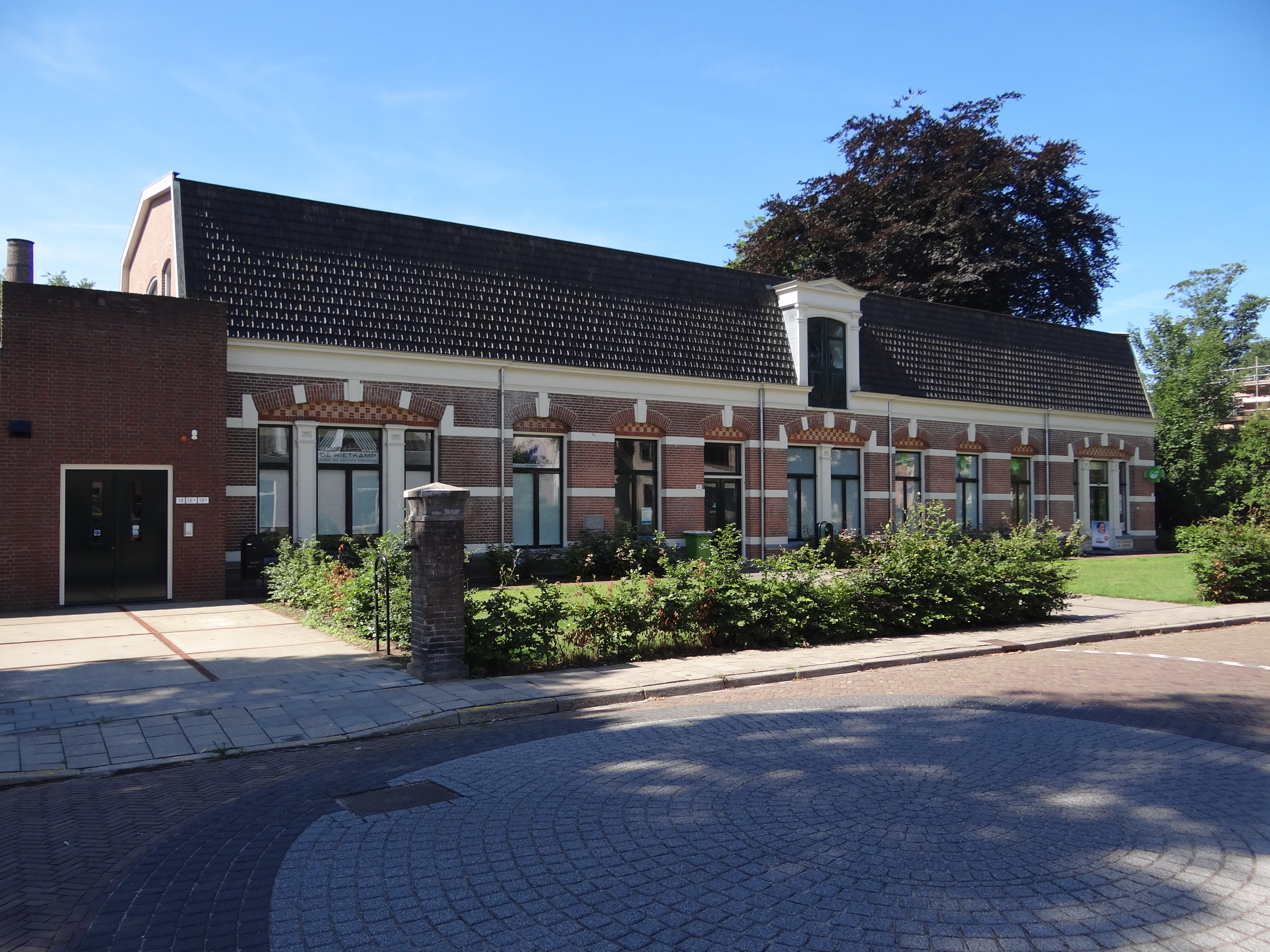
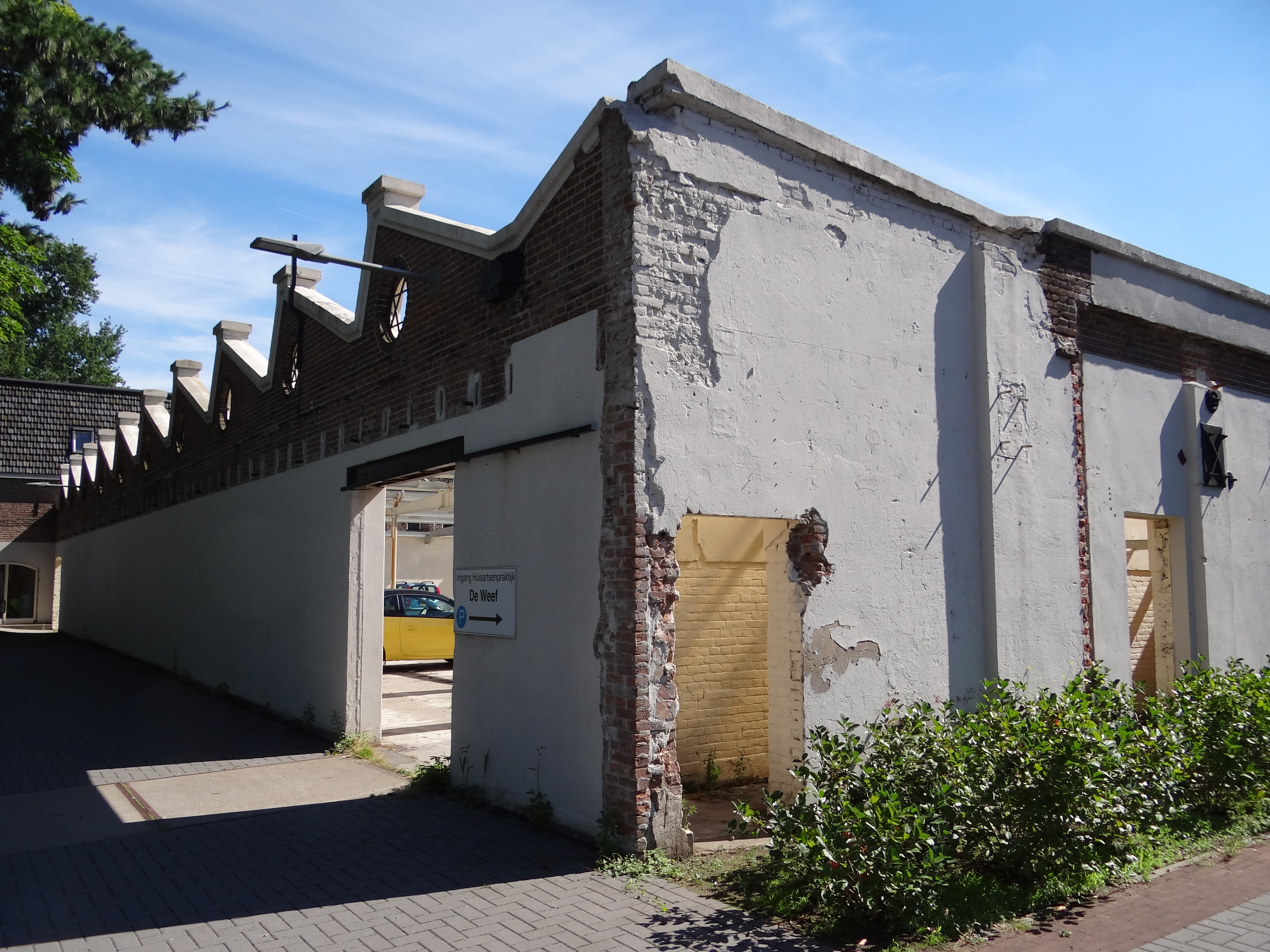
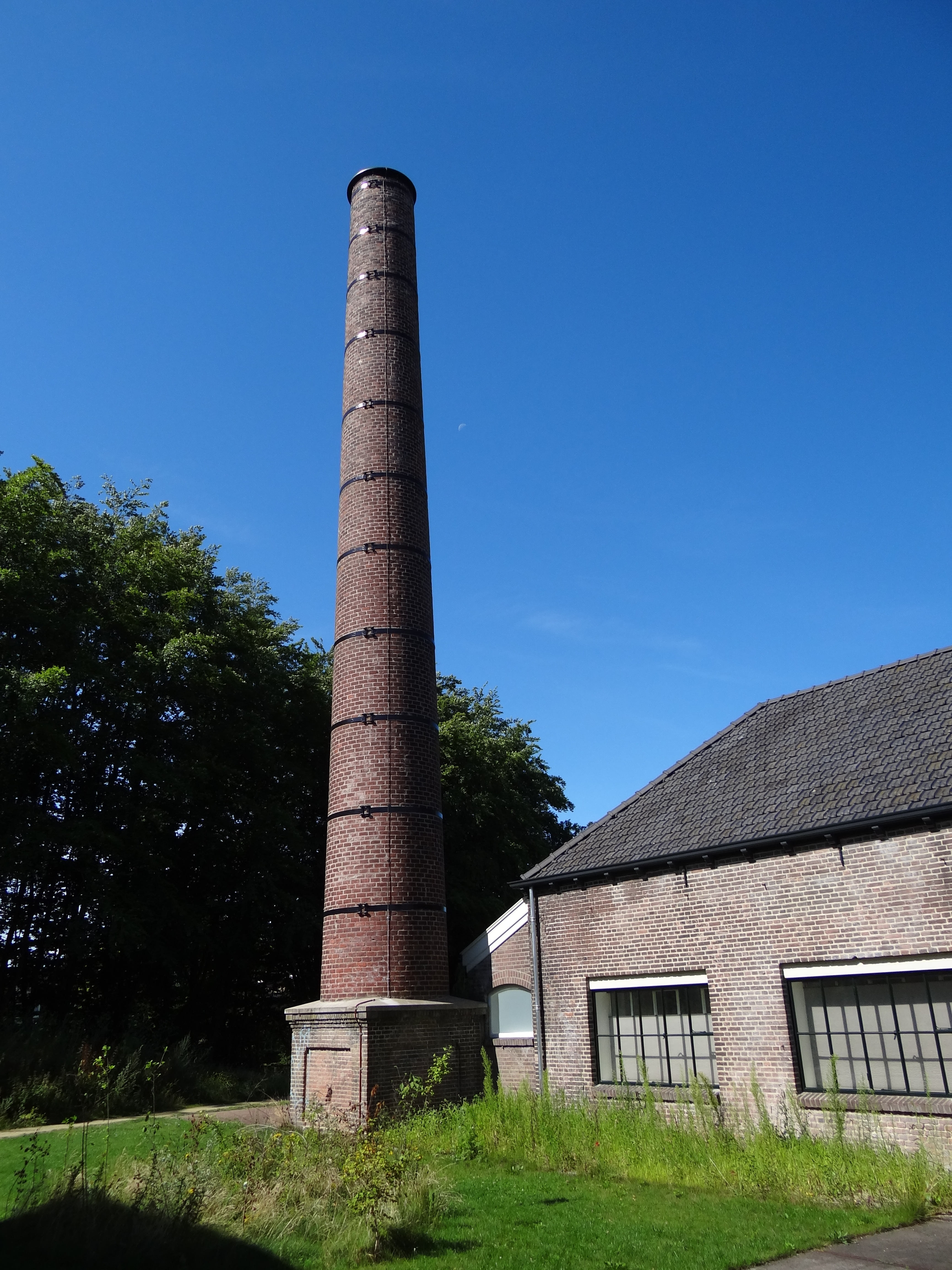
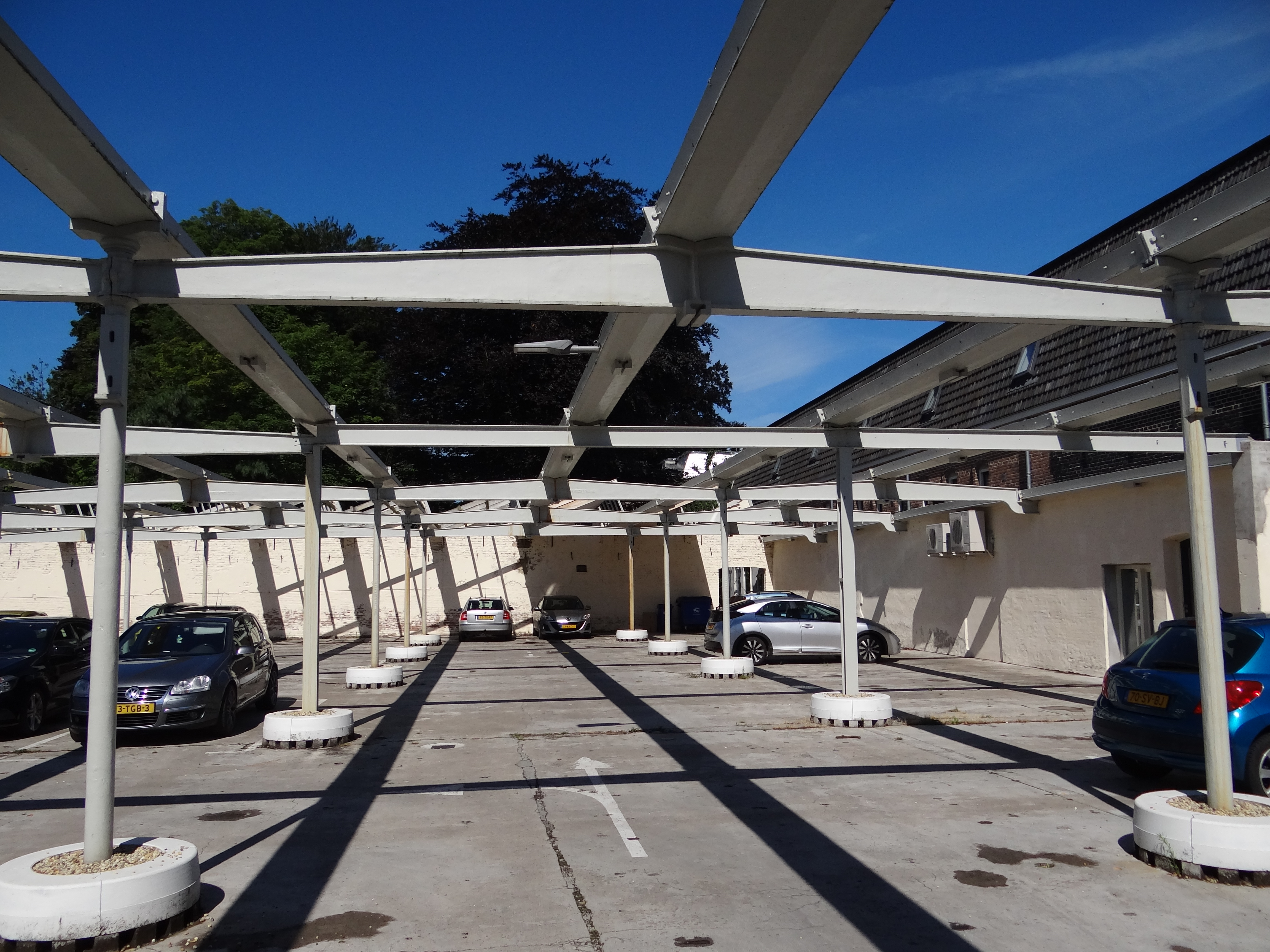